# Arthur William Mickle Ellis
Sir Arthur William Mickle Ellis OBE FRCP (* 4. Mai 1883 in Toronto, Ontario; † 20. Mai 1966 in London) war ein britisch-kanadischer Arzt, Pathologe und Regius Professor für Medizin an der Universität Oxford.

## Frühes Leben
Ellis wurde in Kanada geboren und war der Sohn des William H. Ellis, Professor für angewandte Chemie und Dekan der Fakultät für angewandte Wissenschaften und Ingenieurwesen an der Universität Toronto, aus dessen Ehe mit Ellen Maude Mickle.

### Frühe medizinische Karriere
Er besuchte das Upper Canada College, studierte an der Universität Toronto und schloss sein Studium 1908 mit einem Bachelor of Arts (BA) und dem Doktor der Medizin (MD) ab.
Ellis’ erstes akademisches Interesse galt der Laborarbeit. Nach einer Ausbildung in den Soziologischen Labors in Toronto wurde er Demonstrator der Pathologie an der Western Reserve University, in Cleveland, Ohio. Von 1911 bis 1914 arbeitete er als Assistenzarzt am Krankenhaus des Rockefeller Institute in New York City.

### Erster Weltkrieg
Bei Ausbruch des Ersten Weltkriegs schloss sich Ellis dem Royal Canadian Army Medical Corps an. Er wurde zum stellvertretenden Berater in Pathologie für die Britische 4. Armee ernannt und stieg zum Rang eines Major auf. Ellis wurde viermal mentioned in despatches und wurde für seine Dienste als Officer des Order of the British Empire ausgezeichnet.

## Medizinische Karriere in der Zwischenkriegszeit im Vereinigten Königreich
Nach der Demobilisierung am Ende des Ersten Weltkriegs (1918) ließ er sich in London, England nieder, wo er 1920 Mitglied des Royal College of Physicians wurde. Im Jahr 1924 wurde er zum Professor für Medizin an der Universität London ernannt und zum Direktor der medizinischen Abteilung am Royal London Hospital.
Er wurde 1929 zum Fellow des Royal College of Physicians gewählt und hielt 1941 die Croonian Lecture über die Naturgeschichte der Brightschen Krankheit.
Er leistete bedeutende Beiträge zur klinischen Forschung als Professor für Medizin am Royal London Hospital, insbesondere auf dem Gebiet der Nierenerkrankungen, die als Nephritis bekannt sind. Er war auch an der Royal Commission on Population beteiligt und war Gründungsmitglied des Birth Control Investigation Committee, das schließlich Teil der Family Planning Association wurde.
Während des Zweiten Weltkriegs wurde Ellis medizinischer Berater im Gesundheitsministerium (1941–42) und dann Direktor für Forschung in Arbeitsmedizin beim Medical Research Council (1942–43). Aufgrund seiner Reputation und seiner umfassenden Erfahrung in den Bereichen medizinische Praxis, Forschung und Verwaltung wurde Ellis während des laufenden Krieges von König George VI. im Jahr 1943 zum Regius Professor für Medizin an der Universität Oxford ernannt.
Die Universität Toronto verlieh Ellis im Jahr 1944 einen Ehrendoktor der Rechte (LLD).

### Nachkriegskarriere
Ellis blieb bis zu seiner Pensionierung im Jahr 1948 im Alter von 65 Jahren Regius Professor für Medizin an der Universität Oxford, als er von der Universität zum Emeritus-Professor ernannt wurde.
Im Jahr 1951 wurde ihm die Moxon-Medaille des Royal College of Physicians in London verliehen, als Anerkennung für seinen herausragenden Beitrag zum Wissen über Nierenerkrankungen.
Im Rahmen der Neujahrsehrungen 1953 wurde er von Königin Elizabeth II. als Knight Bachelor geadelt.

## Privatleben
Ellis heiratete im September 1922 Winifred Hadley Foot Mitchell, die Tochter von Sir William Foot Mitchell, der Unterhausabgeordneter der Conservative Party für Dartford und Saffron Walden war. Ihr Sohn, Timothy Mitchell Ellis, wurde am 23. Juni 1923 in London geboren.
Ellis veranstaltete jedes Jahr ein Treffen für Bootsrennen in seinem Haus in Chiswick. Die Hälfte der Gäste bestand aus Personal des London Hospital, einschließlich aller Konsultationsärzte, und die andere Hälfte stammte aus dem diplomatischen Dienst. Sein Hobby war das Lachsfischen in Island.
Seine Gattin verstarb 1965 nach einer langen Krankheit. Er selbst verstarb im folgenden Jahr 1966 in London.

## Referenzen
1. ↑  Dr. William H. Ellis at blackboard. In: University of Toronto website. Archiviert vom Original am 12. Juni 2015; abgerufen am 12. Juni 2015 (englisch).
2. 1 2 3  Sir Arthur William Mickle Ellis. In: Royal College of Physicians website. Archiviert vom Original am 8. April 2014; abgerufen am 12. Juni 2015 (englisch).
3. ↑  Archives of the Oxford Regius Professors of Medicine of the 20th century. In: Bodleian Library and Radcliffe Camera. Archiviert vom Original am 23. April 2015; abgerufen am 12. Juni 2015 (englisch).
4. ↑  Sir Arthur William Mickle Ellis. In: Royal College of Physicians. Abgerufen am 3. November 2023 (englisch).
5. ↑  Obituary: Sir Arthur Ellis. In: The Times. 23. Mai 1966, S. 14 (englisch).

| Personendaten    | Personendaten                  |
| ---------------- | ------------------------------ |
| NAME             | Ellis, Arthur William Mickle   |
| KURZBESCHREIBUNG | britisch-kanadischer Mediziner |
| GEBURTSDATUM     | 4. Mai 1883                    |
| GEBURTSORT       | Toronto, Ontario               |
| STERBEDATUM      | 20. Mai 1966                   |
| STERBEORT        | London                         |